# Otto Feick
Otto Feick (Reichenbach-Steegen, 4 juli 1890 - Schönau an der Brend, 17 oktober 1959) was de uitvinder van het rhönrad.

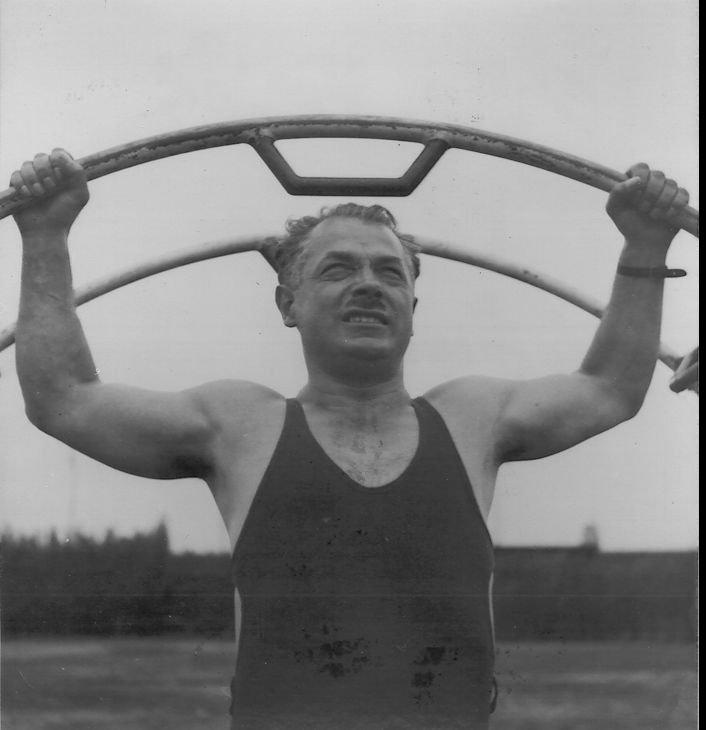
Otto Feick

Feick, zoon van een smid, was metaalwerker van beroep en werkte van 1914 tot 1923 voor de Duitse spoorwegen (Deutsche Reichsbahn) in Ludwigshafen am Rhein. Het eerste rhönrad bouwde Feick ca. 1924/1925 bij zijn werkgever, een metaalbedrijf in het Duitse Scheden. Het idee hiervoor had hij opgedaan tijdens zijn gevangenname na de Eerste Wereldoorlog door de Franse bezetters. Korte tijd later verhuisde Feick naar Schönau an der Brend in het Rhöngebergte, buiten het door de Fransen bezette gebied, vanwaar zijn vrouw Pauline ook afkomstig was. Het rhönrad is vernoemd naar dit gebied.